# Kanalsimning
Kanalsimning kallas bruket att simma längre distanser över kanaler - naturliga sund eller grävda kanaler. Den mest bekanta formen av kanalsimning torde vara att simma över Engelska kanalen. Sträckan Dover-Calais, som är den kortaste sträckan mellan engelska och franska kusten, är 32,31 km. Den första person att framgångsrikt simma Dover-Calais var Matthew Webb 24-25 augusti 1875.